# صياد بمشرط
صياد بمشرط (بالكورية: 메스를 든 사냥꾼) مسلسل جريمة وإثارة نفسية كوري جنوبي، من بطولة بارك جو هيون، بارك يونغ وو، كانغ هون. عرض على منصة يو+موبايل تي في من 16 يونيو الى 10 يوليو 2025، وهو متاح على ديزني+ عالميا. تم اصدار 4 حلقات من الاثنين الى الخميس بمجموع 16 حلقة.

## القصة
دراما إثارة وجريمة تتبع قصة سيو سي هيون (بارك جو هيون)، وهي طبيبة الطب الشرعي العبقرية. أثناء إجراء تشريح الجثة، تكتشف سي هيون أدلة تربط والدها بجريمة قتل. لحماية ماضيها المظلم، تنطلق سي هيون في سباق مع الزمن للقبض على والدها قبل أن تتمكن الشرطة من القبض عليه.

## الطاقم
- بارك جو هيون في دور سيو سي هيون[3]
- بارك يونج وو في دور يون جو جيون[3]
- كانغ هون في دور جونغ جونغ هيون[3]
- ريو سيونج سو في دور جيون تشانغ جين

## الانتاج
هو مسلسل إثارة نفسية وجريمة من تخطيط استوديو X+U التابع شركة لالجي، وإنتاجه بتعاون مع سول كريئتف، وإخراج لي جونغ هون، أعماله السيد ما، العدو اللدود (2018)، حماتي المشبوهة (2019)، ومن كتابة جو هان يونغ، وبارك هيون شين، وهونغ يون يي، وجين سي هيوك. يتكون المسلسل من 16 حلقة.
في 18 ديسمبر 2024، أفادت التقارير أن استوديو المحتوى STUDIO X+U التابع لشركة LG Uplus أكد بدء الإنتاج.

## روابط خارجية
- صياد بمشرط على موقع IMDb (الإنجليزية)
- صياد بمشرط على موقع قاعدة بيانات الفيلم (الإنجليزية)
- صياد بمشرط على هانسينما